# 막창

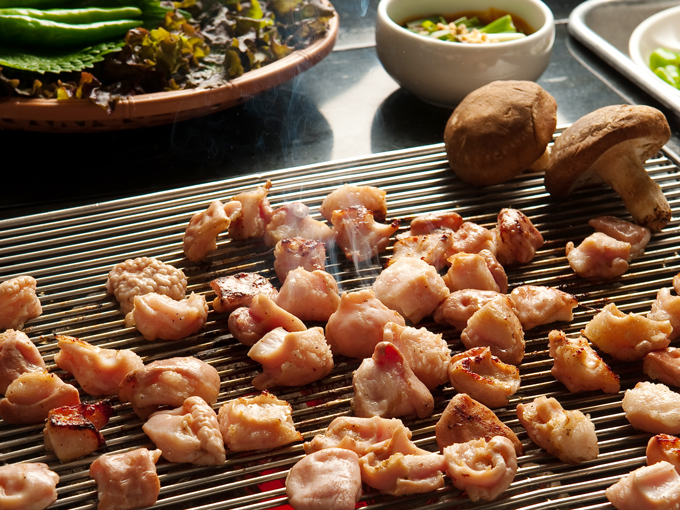
막창구이

막창 또는 막창구이는 소의 네 번째 위인 주름위를 구운 한국 음식이다. 홍창이라고도 부른다.
소의 첫 번째 위를 구운 것은 양곱창으로, 작은창자를 구운 것은 곱창으로, 큰창자를 구운 것은 대창으로 부르고, 소의 심장을 구운것을 염통이라고한다.
구이 형태는 막창구이 또는 소막창구이로 부른다. 돼지로 구성된 것은 돼지막창으로 부르며, 그에 따른 구이 형태의 음식은 돼지막창구이로 부른다.

## 막창의 손질 및 보관
- 겉부분에 더러운 기름을 제거하고 잔털 부위를 오려서 버린다.
- 항문 부위가 보이면 항문을 가위로 잘라 조그마한 잔털까지 가위로 다 오려 버린다.
- 막창의 뒤집힌 부분의 오염 부위와 막창 안의 큰 덩어리 기름만을 제거한다.
- 뒤집힌 상태에서 막창을 밀가루 한 주먹과 굵은 소금을 넣고 주무른다.
- 5~10분 버무린 막창을 찬물로 두 번 정도 헹군 뒤 다시 원상태로 뒤집어 넣는다.

## 같이 보기
- 한국 요리

## 참고 문헌
- 손질 및 숙성방식

1. ↑  “makchang-gui” 막창구이 [Abomasum]. 《Doopedia》. Doosan Corporation. 2017년 5월 15일에 확인함.
2. ↑  “dwaeji-makchang-gui” 돼지막창구이. 《Doopedia》. Doosan Corporation. 2017년 5월 15일에 확인함.